# Дропкик

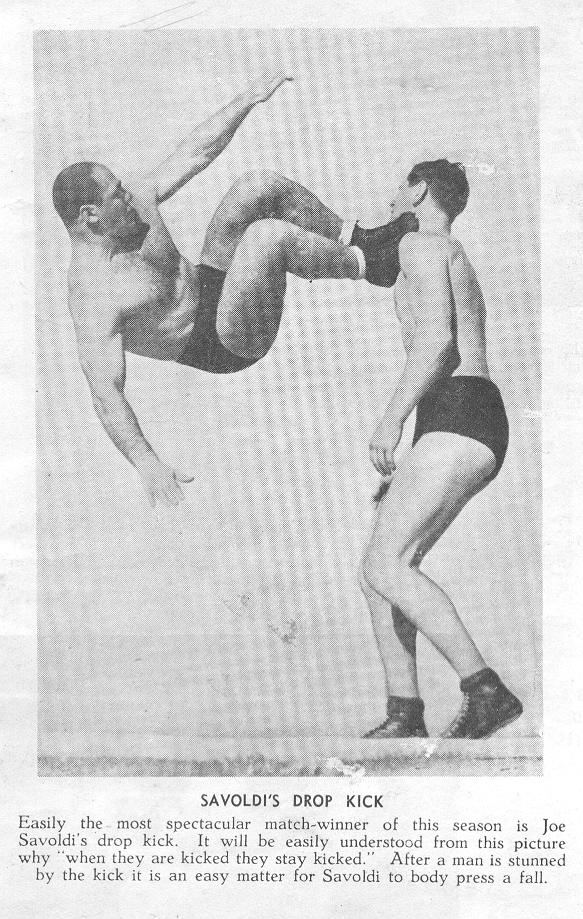
«Прыгун Джо» Саволди в Австралии, 1937 год

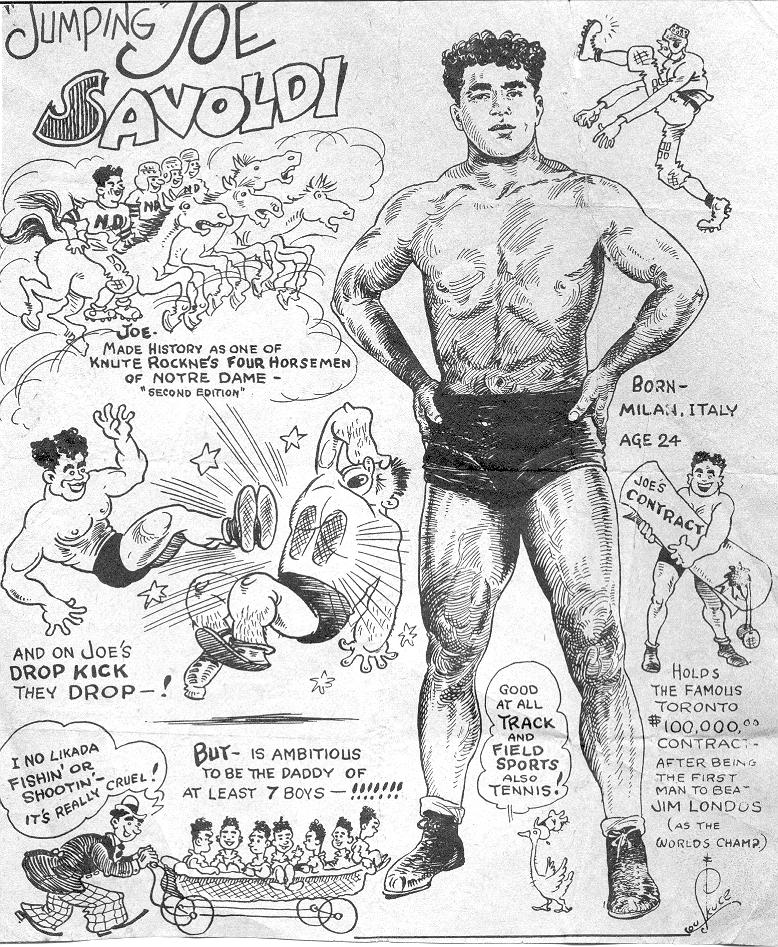
Статья о Джо Саволди, 1933 год

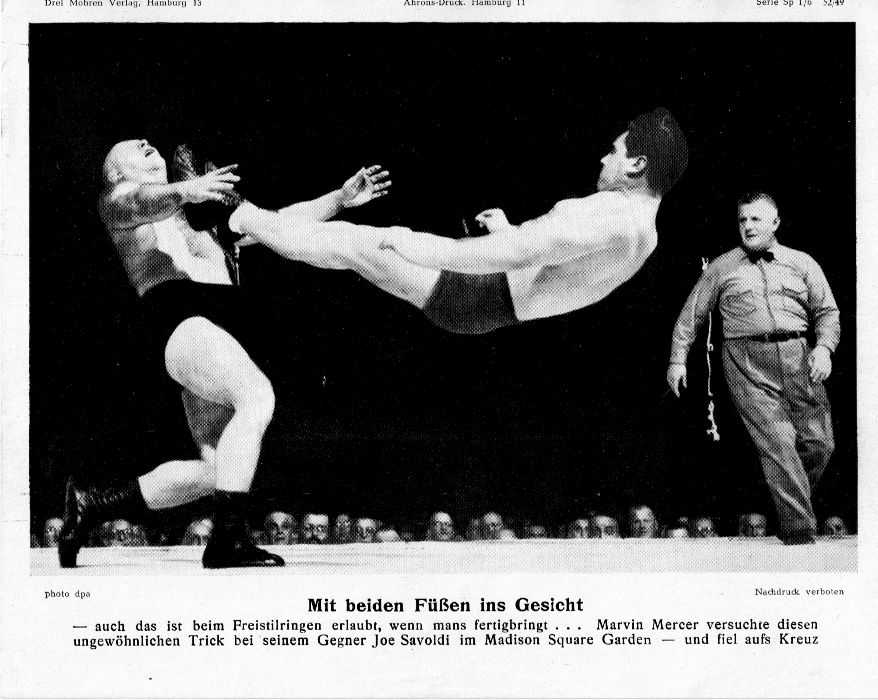
Дропкик стоя в исполнении Джо Саволди, «Мэдисон-сквер-гарден», 1934 год

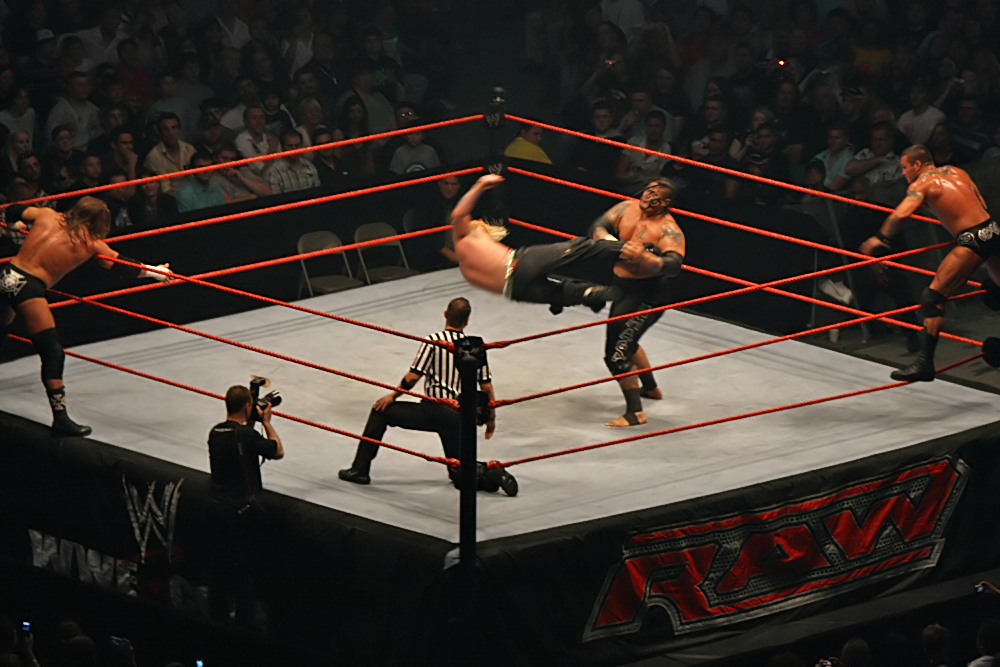
Джефф Харди исполняет нижний дропкик в бою против Умаги

Дропкик (англ. dropkick) — в реслинге удар вперёд ногами, совершаемый рестлером после прыжка. При исполнении одна нога находится выше другой (зависит от того, каким образом исполняется этот удар), а после удара рестлер падает на маты боком или на живот. Чаще исполняется рестлерами с небольшим весом, которые тем самым используют преимущество в скорости и в ловкости, против разбегающихся оппонентов или во время проведения ответной атаки.
Самая основная форма дропкика и при этом самая сложная — дропкик стоя, который изобрёл «Прыгун Джо» Саволди. Рестлер из позиции стоя проводит атаку на стоящего или бегущего оппонента. Для чистого выполнения у рестлера должны быть очень сильные ноги, которые позволят ему хорошо подпрыгнуть и нанести удар. Саволди, будучи профессиональным игроком в американский футбол (играл на позиции раннинбека под руководством Кнута Рокне за Университет Нотр-Дам), сам предложил называть подобный удар «дропкиком», а пресса также стала называть его «летающим дропкиком».
В текущей форме первым дропкик применил именно Джо Саволди, хотя похожий приём показывал и Эйб Коулмен по прозвищу «Еврейский Геракл» и «Еврейская пума». Коулмен наносил в падении удар ногой в грудь противника и называл его «Ударом кенгуру»: название он придумал после тура по Австралии в 1930 году.
Иногда подобный удар встречается и в боевых искусствах.

## Вариации

### Бейсбольный слайдинг
Название взято в честь действия бейсболиста, рвущегося на базу и в падении пытающегося до неё добраться. Рестлер бежит и бросается на маты, скользя ногами и нанося ими же удар по телу противника. Для этого рестлер предварительно разбегается из угла, целясь в голову или туловище рестлера, который находится или на ринге, или за его пределами. Существует и вариант, при котором наносится удар в голову противнику после прыжка с турнбакла.
При оборонительной тактике бейсбольный слайдинг может быть контратакой против «ирландского кнута»: атакуемый рестлер скользит ещё до того, как коснётся канатов. Возможно подкатываться под противника, чтобы избежать намеренного удара.

### Дропкик в углу
Рестлер загоняет противника в угол, заставляя его сесть на талрепы, и затем проводит дропкик. Чаще всего это осуществляется после отталкивания от канатов, что помогает рестлеру в полёте правильно направить своё тело и попасть в грудь противника. Является завершающим приёмом рестлера «Джентльмена» Джека Галлахера.

### Дроп-сальто
Также известно под названием «Дропкик с бэкфлипом» (англ. backflip dropkick). Рестлер прыгает и нанося удар противнику, а затем совершает сальто, падая грудью на маты. Иногда он может таким образом провести атаку и на другого противника. Приём выполняется рестлерами с крайней осторожностью во избежание травм. Его популяризовал Пол Лондон во время выступлений в WWF.

### Передний дропкик
Передний или летающий дропкик — атака, при которой рестлер наносит удар пятками и не вращается при этом. Это позволяет ему после прыжка приземлиться на верхнюю часть спины или плечо. Обычно при этом атака наносится в нижнюю часть тела противника. Ещё один вариант — с разбегом и высокой отдачей, когда атакующий бежит из одного угла к противнику в центре ринга и отбрасывает его в другой угол. В Японии этот приём проводили Такахиро Сува и Ясуси Канда, а в Америке его популяризовал Финн Балор.

### Нижний дропкик
Нижний дропкик или лоу-дропкик предусматривает, что рестлер либо сразу бьёт, либо предварительно разбегается и, оттолкнувшись от канатов, проводит дропкик в грудь или в бок. В случае, если противник стоит на четвереньках, удар приходится в голову.

### Ракетный дропкик

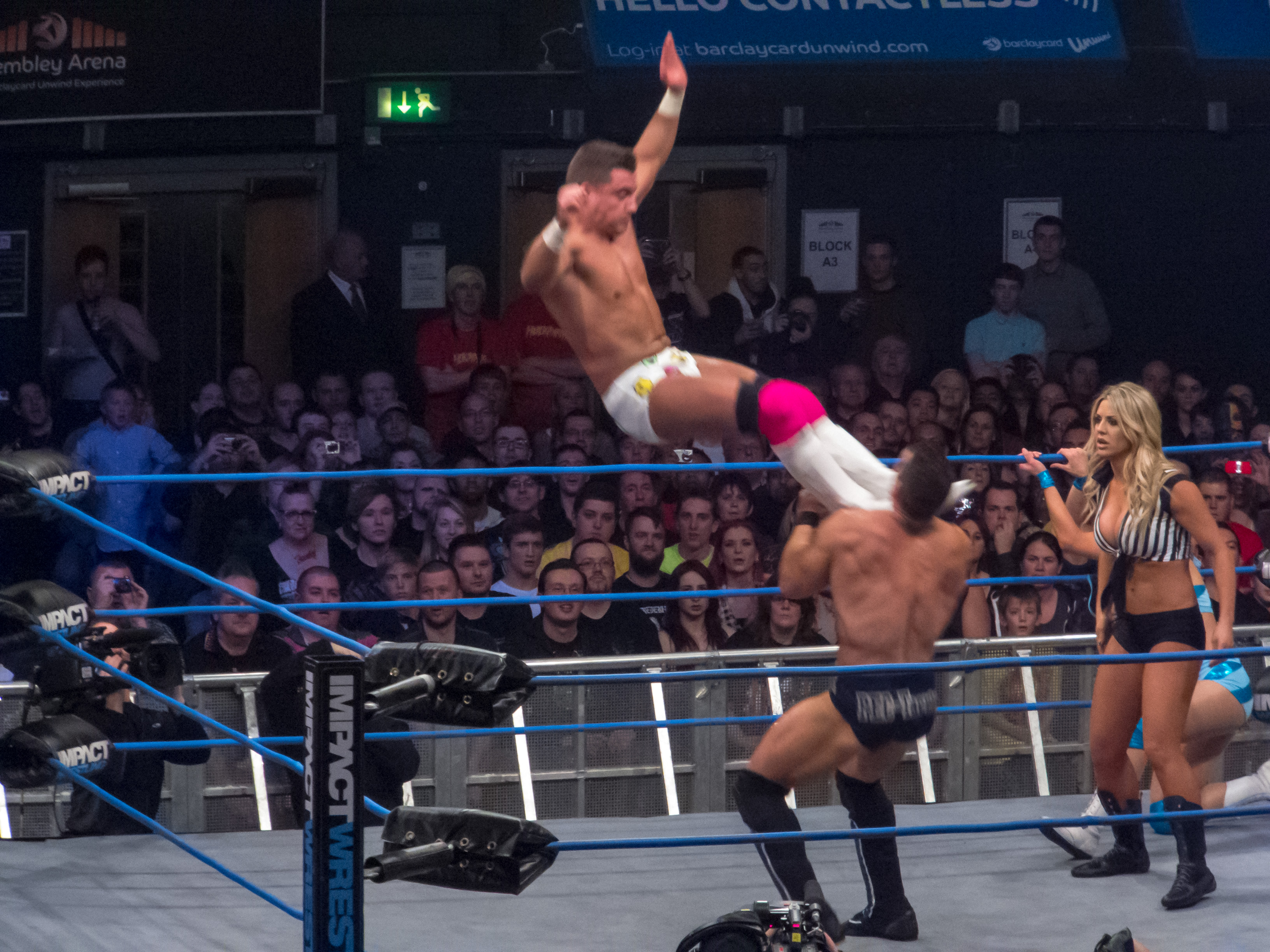
Марти Скёрл проводит ракетный дропкик

Ракетный дропкик, он же дайвинг-дропкик или дропкик в прыжке (англ. diving dropkick) проводится, если рестлер спрыгивает с верхнего угла и бьёт противника.

#### Из угла в угол
Атакующий рестлер сначала загоняет противника в угол (или к канатам) и заставляет его сесть, затем отбегает в противоположную сторону и забирается на первый или второй канат, после чего прыгает и проводит передний дропкик. Перед головой противника атакующий ставит стул или какой-то другой объект, запихивая его иногда между средним и нижним канатом, и в таком случае противник врежется в него головой. Подобный приём ввёл Роб Ван Дам под названием «Ван-Терминатор» (англ. Van Terminator), а затем Шейн Макмэн популяризовал его, переименовав в «Берег к берегу» (англ. Coast to Coast). Приём этот опасен и для атакующего: Шейн Макмэн при одном из таких приёмов из-за отдачи ударился затылком, неудачно приземлившись.

### С разбега одной ногой
Атакующий рестлер разбегается, бежит на противника и прыгает, нанося в голову или подбородок противника удар пяткой той ноги, которая выше — это схоже с приёмом «Большой ботинок» (англ. Big boot). Вариация переднего дропкика без поворотов также возможна. Дрю Макинтайр использует это в качестве завершающего приёма под названием «Клеймор» (англ. Claymore).

### Дропкик с сальто
Рестлер либо стоя либо разбегаясь совершает сальто вперёд, выбрасывает одновременно обе ноги и бьёт противника в голову или грудь. Доступны вариации с трамплином (англ. springboard) или «лавиной» (англ. avalanche).

### Дропкик с трамплина
Рестлер запрыгивает на канаты ринга и прыгает затем с них на противника, выбрасывая ноги вперёд и ударяя противника пятками в голову или грудь.

### Дропкик стоя

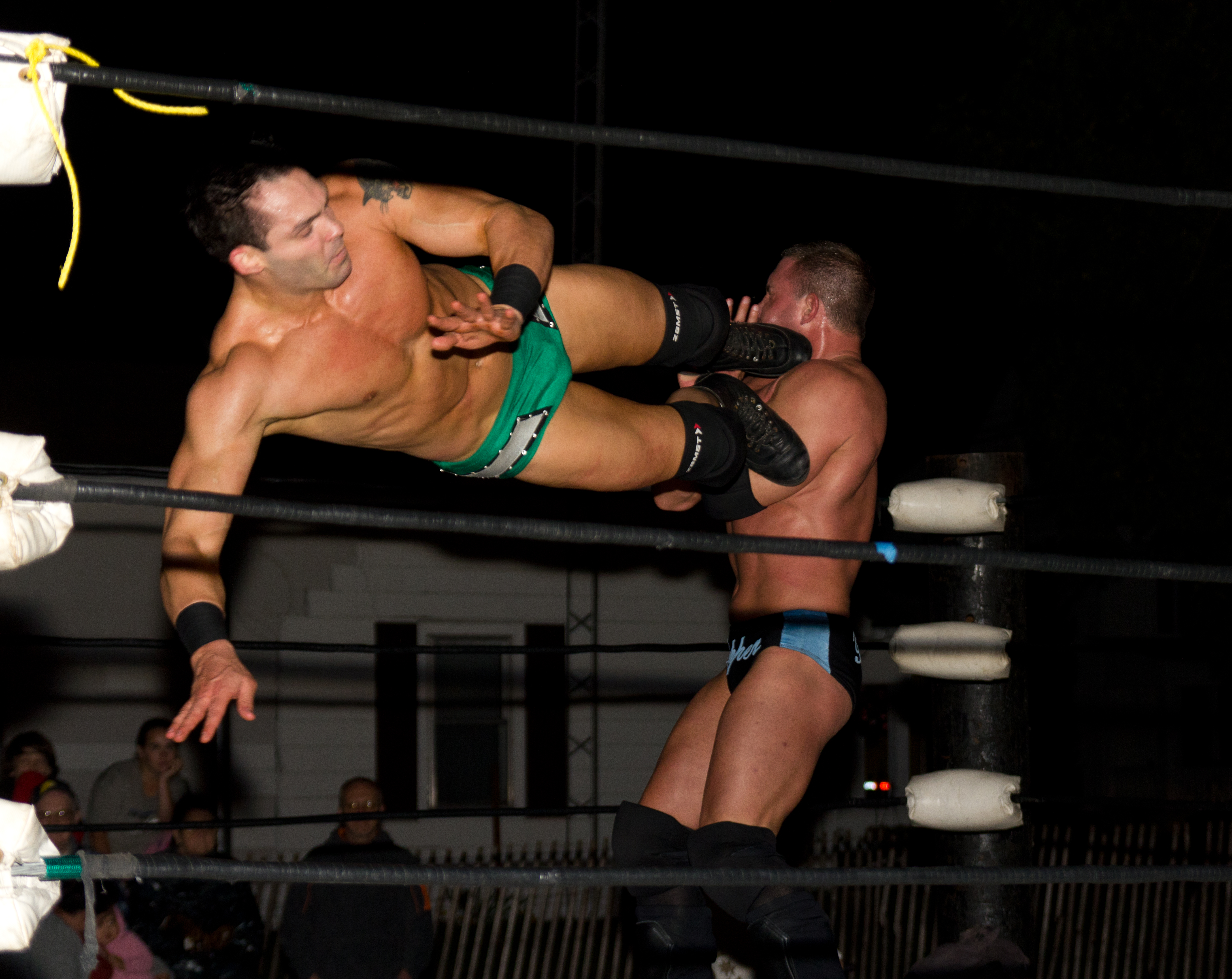
Шоун Спирз проводит дропкик стоя против Пеппера Паркса

Это традиционный дропкик, который проводится с поворотом тела, когда рестлер всё ещё стоит. Этот вариант стал любимым у таких рестлеров, как Хардкор Холли и Кадзутика Окада. Ещё один вариант — когда атакующий успевает схватить противника за голову — предложили Дэвид Фон Эрих и Курт Хенниг.

## В боевых искусствах
В капоэйре есть приём под названием воо ду-морсегу (порт. vôo do morcego, букв. «полёт летучей мыши»), как раз представляющий собой удар двумя ногами вперёд.